# Suza
Sūzā (farsi سوزا) è una città dello shahrestān di Qeshm, circoscrizione di Shahab, nella provincia di Hormozgan. Si trova sull'isola di Qeshm. Aveva, nel 2006, una popolazione di 4.480 abitanti.